# Saint-Pierre-de-Frugie

Saint-Pierre-de-Frugie este o comună în departamentul Dordogne din sud-vestul Franței. În 2009 avea o populație de 413 de locuitori.

## Evoluția populației
| An        | 1975 | 1982 | 1990 | 1999 | 2006 | 2009 |
| --------- | ---- | ---- | ---- | ---- | ---- | ---- |
| Populație | 516  | 487  | 413  | 373  | 403  | 413  |